# Ichthyomys pittieri
Ichthyomys pittieri là một loài động vật có vú trong họ Cricetidae, bộ Gặm nhấm. Loài này được Handley & Mondolfi mô tả năm 1963.